# Pöschl Imre
Selmeci Pöschl Imre (Selmecbánya, 1871. november 25. – Budapest, 1963. március 4.) gépészmérnök, műegyetemi professzor, a műszaki tudományok doktora. Pattantyús-Ábrahám Géza és Pattantyús-Ábrahám Imre nagybátyja. Nagyapja Adam Burg  osztrák matematikus, egyetemi tanár.

## Élete
Édesapja Pöschl Ede (1820–1898) bányamérnök volt. Fia, Imre a Királyi József Műegyetemen 1893-ban szerezte meg oklevelét. 1893–95 között Zipernowsky Károly első tanársegédje. 1896 elején, külföldi tanulmányútja befejeztével a Ganz-gyár villamossági osztályához került. Itt 1899-től a próbaterem vezetője, majd gépszerkesztési vezető. 1917-től Kandó Kálmán munkatársaként részt vett a kísérleti fázisváltós mozdony, majd ennek alapján az új, 50 periódusú vontatási rendszer kifejlesztésében.
1917-ben a budapesti Műegyetem meghívott előadója lett, 1920-ban pedig ugyanott magántanári kinevezést nyert. 1925-től nyilvános rendes tanár, az 1924-ben létrehozott Gyakorlati Elektrotechnika Tanszék vezetője lett.
Sírja a Farkasréti temető 1/2 parcella 1-63 helyén található.

## Jelentősebb művei
- Egy- és többfázisú indukciós motorokról (Polytechnikai Szemle, 1907)
- Szellőzés befolyása az elektromos gépek méretezésére (Elektrotechnika, 1909)
- Zárt motorok ipari alkalmazása (Elektrotechnika, 1911)
- Elektromos gépek üzembiztonságáról (Elektrotechnika, 1913)
- Elektromos gépek üzemi viszonyairól (Elektrotechnika, 1918)
- Indukciós motorok fordulatszám változtatásáról (Elektrotechnika, 1926)
- Elektrotechnika (Kellner Józseffel, I – III., Budapest, 1922 – 26)
- A Kandó-féle fázisváltós vontatású rendszerről (Technika, 1930)